# Język nafri
Język nafri – język papuaski z grupy sentani, używany w prowincji Papua w Indonezji, w rejonie Jayapury. Według danych z 1975 roku posługuje się nim nieco ponad 1600 osób.
Jest silnie zagrożony wymarciem. Jego użytkownicy zamieszkują wieś Nafri w dystrykcie Abepura. W 2007 roku prowadzono badania nad tym językiem. W 2015 roku podjęto działania na rzecz jego rewitalizacji.
Języki sentani zostały próbnie połączone z kilkoma innymi grupami papuaskimi, najbliżej z językami wschodniej Ptasiej Głowy (East Bird's Head) oraz językami burmeso i tause, w ramach rozszerzonej rodziny języków zachodniopapuaskich.